# إميل أميلينو
إميل أميلينو (1850-12 يناير 1915 في شاتودون) كان عالم قبطيات وعالم آثار وعالم مصريات فرنسي. تأسست شهرته العلمية كمحرر لنصوص قبطية لم تُنشر من قبل. لكن سمعته تأثرت بسبب حفرياته في أبيدوس، بعد أن أعاد فلندرز بيتري حفر الموقع وأظهر مقدار الدمار الذي أحدثه أميلينو.

## حياته المهنية
بدأ أميلينو حياته المهنية بدراسة اللاهوت وعُيِّنَ كاهنًا حتى عام 1878. بين عامي 1878 و1883 درس علم المصريات والقبطيات في باريس تحت إشراف جاستون ماسبيرو ويوجين جريبو. عام 1883 التحق بالبعثة الأثرية الفرنسية في القاهرة، وتخلى عن الكهنوتية. قدم أطروحته عن الغنوصية المصرية عام 1887. بعد ذلك شغل عددًا من المناصب الأكاديمية في فرنسا.

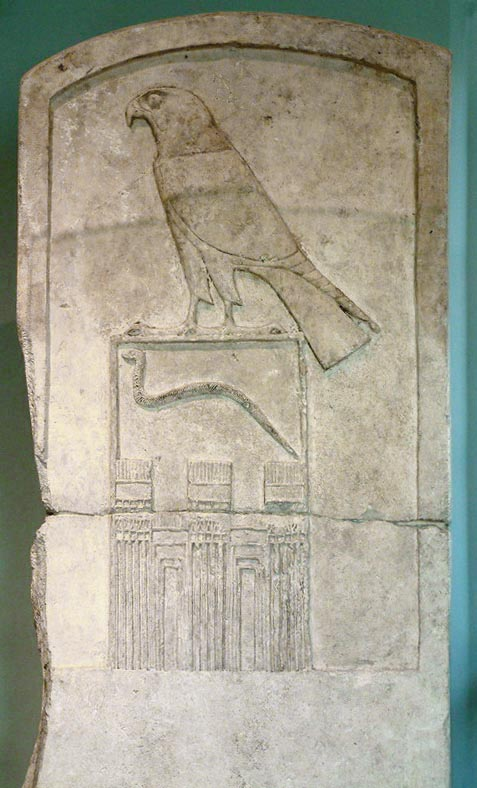
لوحة تذكارية للفرعون دجت اكتشفها إميل أميلينو، وهي معروضة الآن في متحف اللوفر

نشر أميلينو كميات كبيرة من الأدب القبطي. ربما كان أعظم عالم قبطيات في جيله.
قام بمشروع طموح لتحرير البقايا الأدبية لشنودة مؤسس الرهبنة القبطية. نشر أولاً مجموعة من النصوص القبطية والعربية، كلها مرتبطة بشكل أو بآخر بهذا الموضوع (1888-1895)، ثم مجموعة من كتابات شنودة (1907-1914). توقف العمل في الأخير بسبب وفاته. قال ستيفن إميل [الإنجليزية] إن نشره لهذه النصوص كان «مليئًا بالأخطاء بحيث لا يمكن الاعتماد عليها لأغراض جدية»، لكن لم يتولى أي شخص آخر هذه المهمة.
قام أميلينو أيضًا بالتنقيب في مصر، في فترة لم يكن فيها علم الآثار ممارسة علمية يمكن تمييزها عن فتح المقابر أو البحث عن الكنوز. كان الكثير من أعماله في فترة الأسرات المبكرة في مصر القديمة. عام 1895 اكتشف لوحة تذكارية للفرعون دجت، معروضة الآن في متحف اللوفر. وكان أول عالم آثار ينقب في مقابر الأسرة الأولى من فراعنة مصر القديمة في أم الجعاب في أبيدوس، وقد نشرت اكتشافاته في عدة مجلدات من المواد المنشورة في السنوات الأولى من القرن العشرين.
لكن عمله كحفّار أثار انتقادات شديدة، ليس أقلها من فلندرز بيتري، مؤسس علم المصريات العلمي الحديث. حفر أميلينو في أبيدوس من 1894 إلى 1898. وحصل بيتري على امتياز الحفر هناك من غاستون ماسبيرو، رئيس مصلحة الآثار، بعد أن أعلن أميلينو أنه لم يعد هناك شيء يمكن العثور عليه هناك. انزعج بتري مما وجده، وكتب:
«خلال أربع سنوات، كانت هناك فضيحة عمل أميلينو في المقابر الملكية في أبيدوس. وقد حصل على ترخيص للعمل هناك لمدة خمس سنوات؛ لم يتم الاحتفاظ بأي مخططات (بعض المخططات الخاطئة وُضِعَتْ لاحقًا)، ولا توجد سجلات لأماكن الأشياء المكتشفة، ولا توجد منشورات مفيدة. تفاخر بأنه كَسَّرَ قطع المزهريات الحجرية التي لم يكن مهتمًا بإزالتها، وأحرق بقايا الأعمال الخشبية للأسرة الأولى في مطبخه.»
كان صلات أميلينو قوية جدًا لدرجة أنهم لم يخبروه أنه تم إعادة تعيين امتياز الحفر، خوفا من احتمال عودته، ولم يكتشف ما حدث إلا بعد بضع سنوات.
رد أميلينو على الانتقادات فيما نشره لاحقًا عن اكتشافاته. لكن الواقع هي أن عمله أنتج فقط سلسلة من اكتشافات المقابر والمصنوعات اليدوية، في حين أن بيتري، ومن خلال غربلة الركام الذي تركه أميلينو وراءه، كان قادرًا على تحديد التسلسل الزمني الكامل للأسرة الأولى. ثبت عمل بيتري العلمي سمعة بيتري، وألحق أضرارًا بالغة بسمعة أميلينو. قالت جين إيه هيل "Jane A. Hill" إن «أميلينو لم يكن عالم آثار ونهب المقبرة بشكل أساسي بحثًا عن سلع يمكنه بيعها لهواة جمع الآثار.»
أحد الأمثلة على نقص عمل أميليو هو أن 18 من أصل 20 ملصقًا عاجيًا وأبنوسيًا تصف الأحداث الرئيسية في عهد الفرعون دن والمعروف أنها أتت من قبر ذلك الملك عثر عليها بيتري في أكوام الغنائم التي خلفتها أعمال التنقيب السابقة لأميلينو في هذا القبر.
تبرع أميلينو عام 1905 بجزء من مجموعته لجمعية شاتودون للآثار، والتي تُعرض الآن في متحف الفنون الجميلة والتاريخ الطبيعي.

## مؤلفاته
- Fragments coptes du Nouveau Testament dans le dialecte thébain, Recueil de travaux relatifs à la philologie, V (1884), pp. 105–139.
- Fragments de la version thebaine de l'ecriture (Ancien Testament), Recueil de travaux relatifs à la philologie, V (1886), pp. 10 ff.
- Essai sur le gnosticisme égyptien, ses développements et son origine égyptienne, E. Leroux, Paris, 1887.
- Contes et romans de l'Égypte chrétienne (Paris, 1888)
- La géographie de l'Egypte à l'époque copte (Paris, 1893)
- Essai sur l'évolution historique et philosophique des idées morales dans l'ancienne Égypte, E. Leroux, Paris, 1895.
- Les nouvelles fouilles d'Abydos, 1896-1897, compte-rendu in extenso des fouilles..., E. Leroux, Paris, 1902.
- Notice des manuscrits coptes de la Bibliothèque Nationale (Paris: 1895)
- Avec A. Lemoine, Les nouvelles fouilles d'Abydos, 1897-1898, compte-rendu in extenso des fouilles..., E. Leroux, Paris, 1904-1905.
- Prolégomènes à l'étude de la religion égyptienne, essai sur la mythologie de l'Égypte, n°21, Bibliothèque de l'école des hautes études, E. Leroux, Paris, 1908.